# Matija Mondi Matović
Matija Matović (Mondi) (Kraljevo, 13. mart 1994) srpski je producent, režiser, scenarista i nekadašnji glumac. Imao je angažman u projektima James Bond - Spectre, The November Man, Regression, 3 Days to Kill], Montevideo, Big Brother Srbija SE5... Vlasnik je i producent kompanije "Skiptar Film". Jedan je od prvih VR i AR producenata u Srbiji.

## Kratka biografija
Matija Matović je filmski i televizijski producent, režiser i nekadašnji glumac. Do 2018. godine svoje projekte je predstavljao pod imenom "MND Media", nakon čega je nastavio istu delatnost, pod imenom "Skiptar Film".

## Karijera
Matija Matović je karijeru započeo dolaskom u Beograd 2009. godine. Glumačku karijeru je započeo u omladinskom pozorištu DADOV gde je završio sva tri master classa kod predavača: Predrag Stojmenov, Darjan Mihajlović, Kokan Mladenović, Radovan Knežević. Glumio je u predstavama: "Hajduci" (Darijan Mihajlović), "Leons i Lena" (Vladan Đurković), "Slučajevi \ Lost in Serbia" (Kokan Mladenović), "Dečaci Pavlove ulice" (Ferenc Molnar) i dr. U toku školovanja u Omladinskom pozorištu DADOV, završio je školu glume Haviera Bardema.
U međuvremenu i nakon toga radio je na projektima, sa glumačkim i \ ili produkcijskim zadatkom:
- Everly, Joe Lynch
- Spectre, Sam Mendes
- 3 Days to Kill, Joseph McGinty Nichol
- The November Man, Roger Donaldson
- Regression, Alejandro Amenabar
- Hotel Eleon
- Ana Karenjina (TV Serija)Predavanje na temu "Zloupotreba medija, medijska manipulacija i subliminalne poruke".
- Macbeth, Justin Kurzel
- Montevideo - Bog te video, Dragan Bjelogrlić
- Montevideo - Vidimo se, Dragan Bjelogrlić
- Top lista nadrealista, Nele Karajlić
- Paura di Amare, Vincenzo Terracciano
- Bez stepenika, Marko Novaković
- Veliki Brat Srbija SE05, Emotion Production  idr.

Pored filmske i TV produkcije, bavi se i marketingom. Saradnju na polju marketinga ostvario je sa Turističkom organizacijom Srbije, Beograda i Zlatibora, Ministarstvom građevinarstva i infrastrukture, kao i manjim, domaćim i stranim kompanijama.  
Za svoj rad, dobio je od blaženopočivšeg Patrijarha Irineja blagoslov (zvanični, pisani i zavedeni u arhivi SPC). 

## Spoljašnje veze
- Matija Mondi Matović na sajtu  (jezik: engleski)